# Вокална група „Георги Шаранков“
Вокална група за забавна и шлагерна музика „Георги Шаранков“ при читалище „Виделина – 1862“ в Пазарджик е хор за изпълнение на българска популярна музика от средата и края на XX век.
Съставът носи името на бележития пазарджишки композитор и изпълнител на забавна и шлагерна музика Георги Шаранков, живял в първата половина на миналия век.
ВГ „Георги Шаранков“ изпълнява едни от най-популярните му песни – „Анастасия“, „Момиче малко“, „Пей, целувай, пей, люби“, „Бели карамфили“, „С пламенна любов“ („На Дунава сребристи“) и „Ела с мене в Хавай“.
Главен художествен ръководител на групата е народната певица Карамфила Григорова, чийто творчески път започва веднага след като завършва Средното музикално училище в Широка лъка в края на 1970-те години.
От 2005 г. корепетитор на групата е Наско Атанасов (бай Нака). Негови са аранжиментите и обработките на почти всички песни, които изпълнява съставът. През 1987 – 1988 година той работи с Емил Димитров. След смъртта му през 2018 година, корепетитор на хора става Димитър Занев, който също създава оригинални и мелодични аранжименти за групата.
Към края на 2022 година Вокална група „Георги Шаранков“ наброява 7 души – ръководител, корепетитор и 5 певци, от които двама мъже и три жени.

## Творческа дейност
Вокална група „Георги Шаранков“ участва в редица музикални фестивали за градска и забавна песен, сред които – „Златен кестен“ (Петрич), „С песните на Ари“ (Хасково), „Под липите златен прах се рони“ (Стара Загора), „От небето идва любовта“ (с. Чавдар, Пирдопско), фестивали, чествания и празници в Свиленград, Сопот, Септември, Самоков, Кюстендил, Якоруда, Чепеларе, Велинград, Бяла Слатина, Ръжево Конаре и други. Има множество спечелени награди и първи места.
На Пазарджишка сцена хорът има редовни изяви по случай редица празници, сред които празникът на града, който се отбелязва на 21 май всяка година, предвеликденските празници, около Коледа и други. През 2012 и 2013 г. ВГ „Георги Шаранков“ участва в летния пазарджишки фестивал „Лято в парка“, като излиза пред публика на летните сцени в парк-остров „Свобода“ и в парк „Георги Бенковски“.

## Фестивал „Шаранкови вечери“
От 2002 г., под патронажа на Вокалната група за забавна и шлагерна музика „Георги Шаранков“, в Пазарджик се провежда фестивалът Музикални вечери „Георги Шаранков“, по-известен като „Шаранкови вечери“, в който вземат участие състави от цялата страна. Фестивалът се състои от 2 музикални вечери, които се провеждат през месец юни в читалище „Виделина – 1862“ – Пазарджик. През 2012 г. се провежда юбилейният 10-и фестивал на старата градска и забавна песен „Шаранкови вечери“, а на 14 и 15 юни 2017 г. се провежда 15-ото издание на форума. Публиката прекарва две вечери в компанията на най-добрите изпълнители и групи за забавна и шлагерна музика в страната.

## Музикални награди
- За най-добър аранжимент и сценично поведение – Национален фестивал на старата градска песен „Красив роман е любовта“ на сцената в НЧ „В. Левски – 1904“ в кв. Каменица, Велинград.[3]
- Награда за най-млад изпълнител, Кристиан Ваклинов – Седмо издание на Национален фестивал на старата градска песен – „Самоков 2018“ в Читалище-паметник „Отец Паисий-1859“.[4]
- Първо място на Седми национален фестивал на старата градска и шлагерна песен „От небето идва любовта“, община Чавдар и НЧ „Надежда-1900“.[5]